# Chinese bakkerij

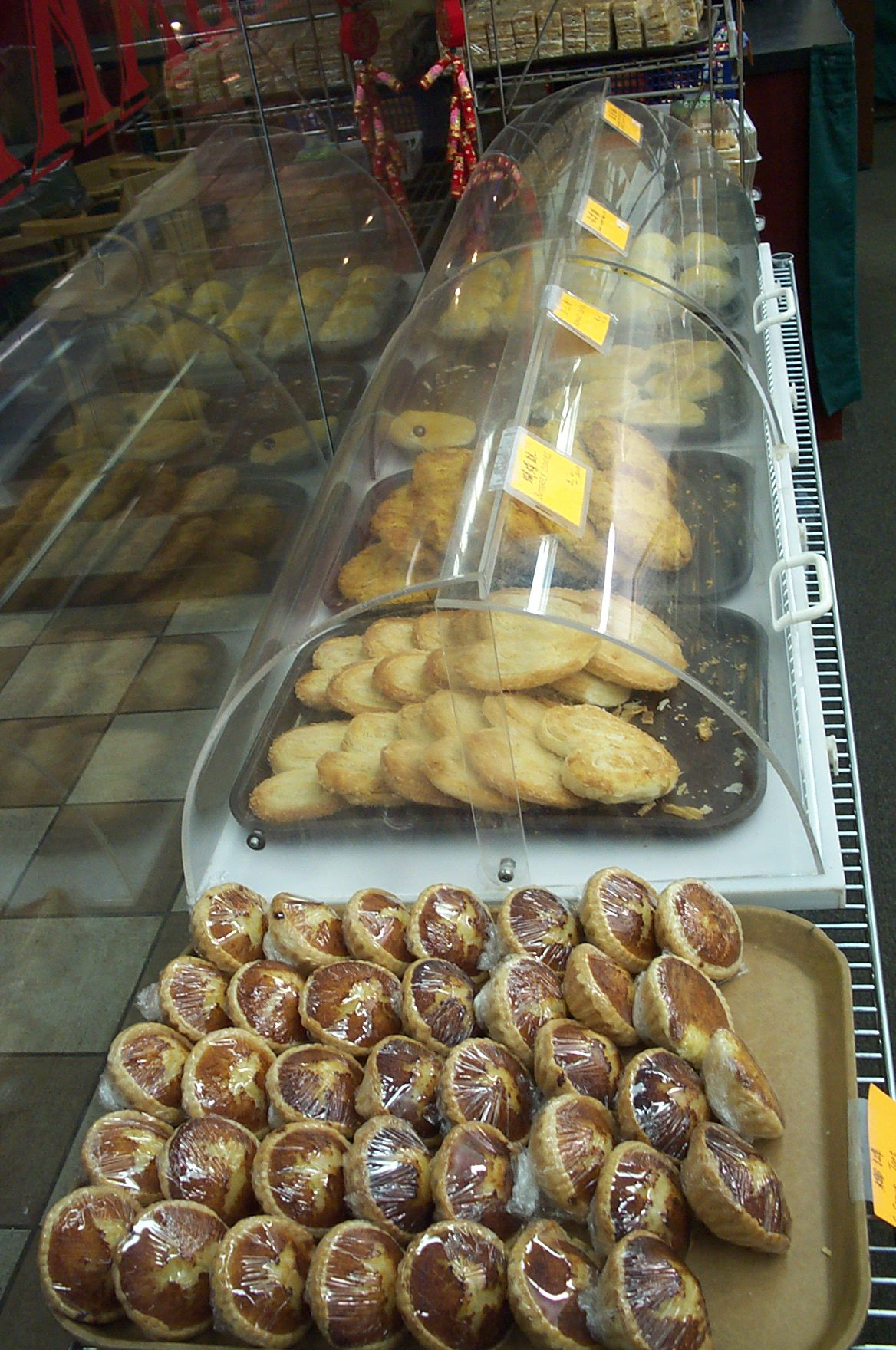
Chinese bakkerij

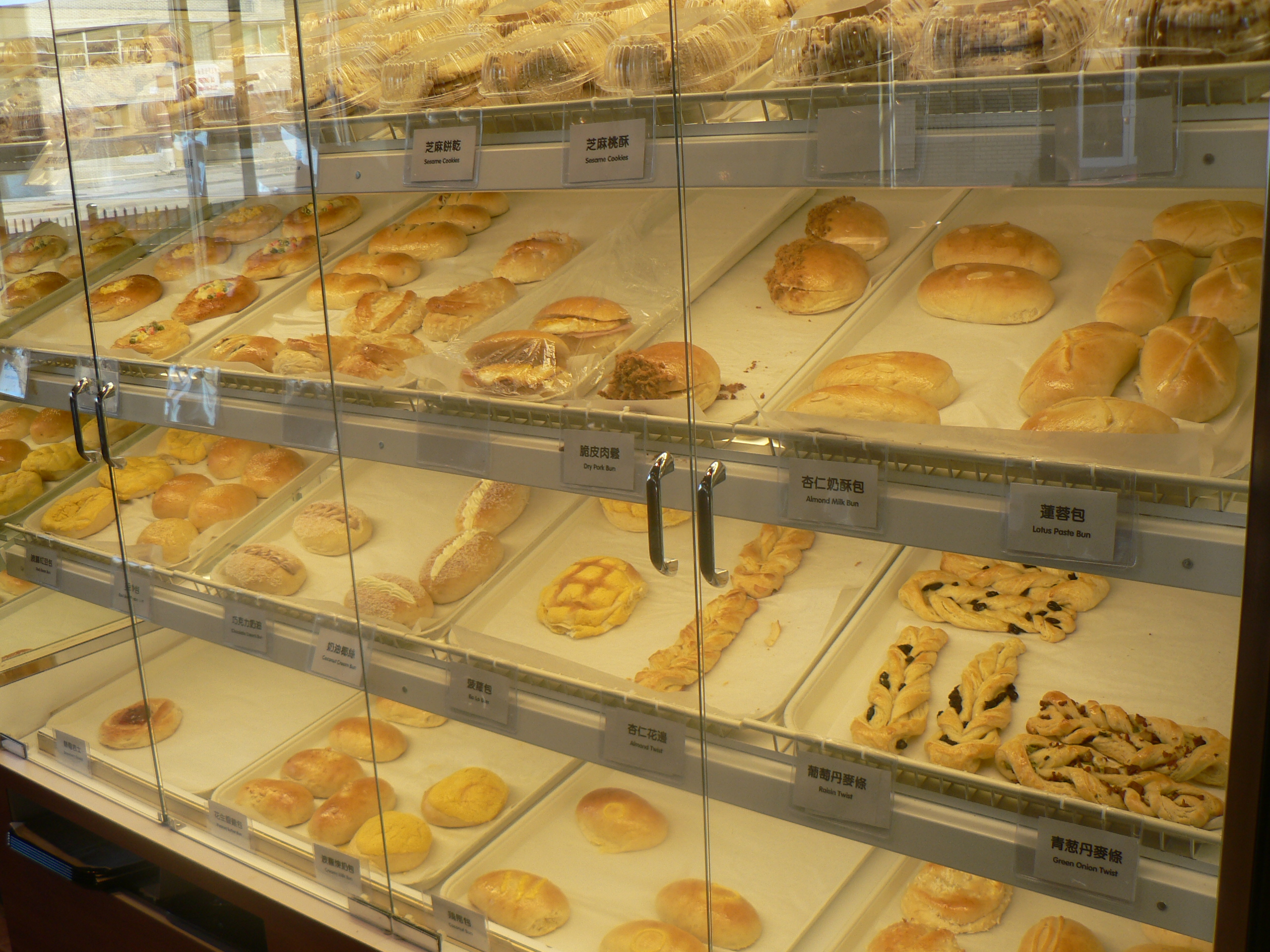
Chinees gebak van Chinese oorsprong

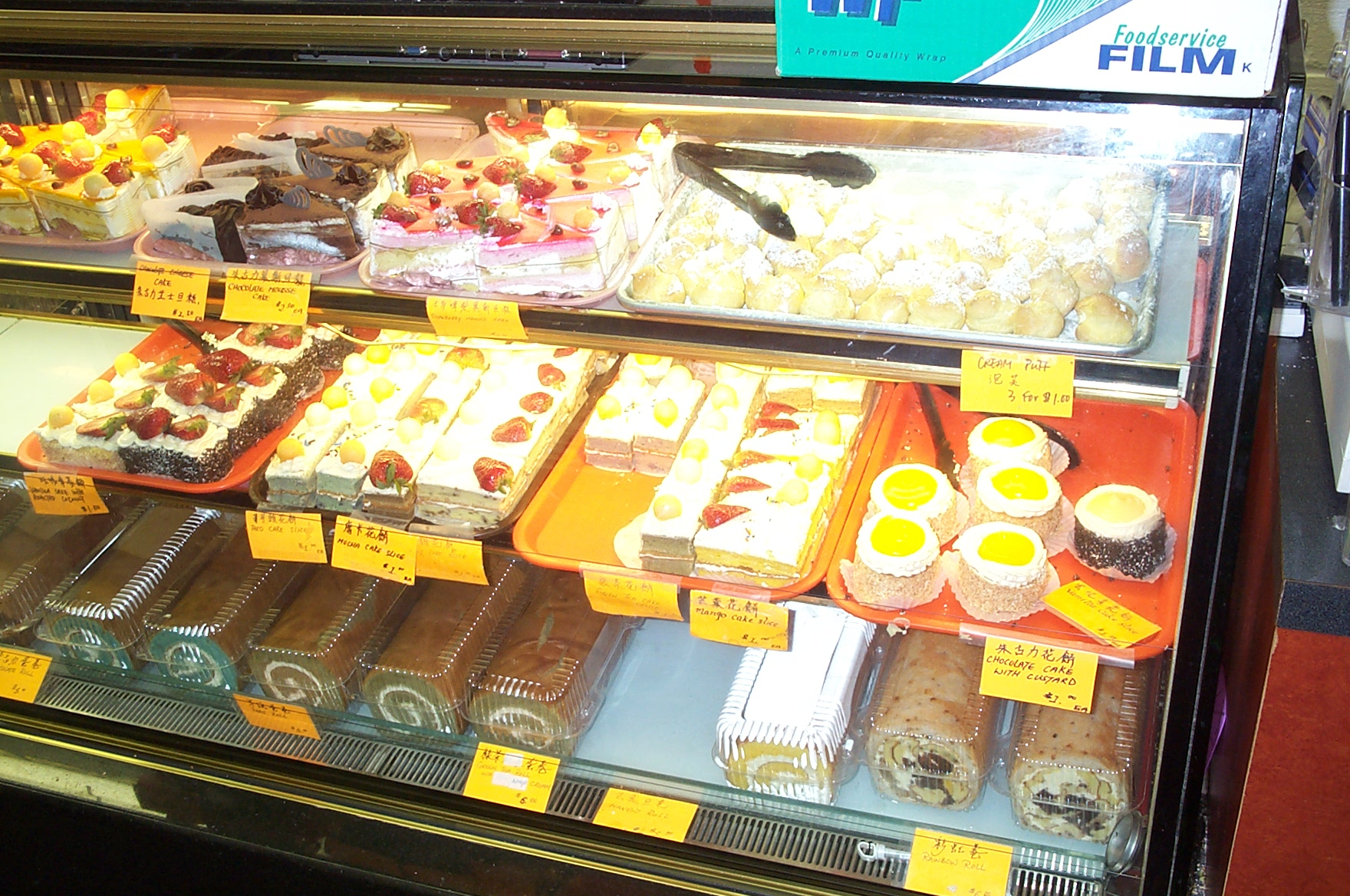
Chinees gebak van Westerse oorsprong

Chinese bakkerijen zijn winkels die Chinees gebak, Chinees brood en Chinese desserts verkopen. In het Chinese cultuurgebied zijn ze vooral te vinden in Taipei, Kaohsiung, Hongkong, Kanton, Shanghai en Shenzhen. Buiten China vindt men ze vooral in grote Chinatowns. New York Chinatown, Rotterdam Chinatown, Den Haag Chinatown, Amsterdam Chinatown, Antwerpen Chinatown, Parijs Chinatown en Düsseldorf Chinatown hebben elk minstens één Chinese bakkerij. Sommige Chinese bakkerijen hebben een speciaal gedeelte waar men Chinees gebak kan eten met een kop koffie of thee in plaats van het mee te nemen. Sommige Chinese bakkerijen onderscheiden zich van andere door een specialiteit. Sommige verkopen vooral gebak dat oorspronkelijk uit Taiwan komt en andere vooral gebak dat oorspronkelijk uit Hongkong komt. Maleisische steden met veel Chinese Maleisiërs zijn Penang, Ipoh en Malakka.

## Bekende Chinese bakkerijen
- St. Anny Food BV 聖安妮食品有限公司 (Nederland)
- Maxim's 美心西餅 (Hongkong)
- Hang Heung 恆香老餅家 (Hongkong)
- Kee Wah Bakery 奇華餅家 (Hongkong)
- Maria's 超羣 (Hongkong)
- Saint Honore Cake Shop Ltd. 聖安娜餅屋 (Hongkong)
- Wing Wah 榮華餅家 (Hongkong)
- Tai Pan Bakery 大班餅店 (Verenigde Staten)
- Kwong Wah Cake Company (Verenigde Staten)